# Массовое убийство в Керченском политехническом колледже
Массовое убийство в Керченском политехническом колледже произошло днём 17 октября 2018 года. В результате взрыва и стрельбы погиб 21 человек из числа учащихся и персонала учебного заведения, включая предполагаемого нападавшего; пострадали 67 человек. Крупнейшее по количеству жертв массовое убийство в учебном заведении в новейшей истории Европы.
В совершении преступления подозревается 18-летний студент колледжа Владислав Росляков. По версии следствия, он заложил и взорвал самодельное взрывное устройство в буфете учебного заведения и открыл стрельбу по учащимся и работникам колледжа, после чего застрелился. Некоторыми средствами массовой информации было высказано предположение, что Росляков мог подражать действиям убийц, атаковавших в апреле 1999 года школу «Колумбайн».
Поскольку большая часть Крымского полуострова является объектом территориальных разногласий между Россией и Украиной, уголовные дела в связи с произошедшим были возбуждены в обеих странах, причём российской стороной нападение рассматривается как убийство двух или более лиц общеопасным способом, а украинской — как террористический акт. Соболезнования семьям погибших высказали лидеры и представители ряда мировых государств.

## Ход событий
По версии следствия, утром 17 октября 2018 года подозреваемый Владислав Росляков, имея при себе самодельные взрывные устройства и помповое ружьё, проник на территорию Керченского политехнического колледжа через забор, зашёл в здание через запасной вход и направился на второй этаж.
Оставив на втором этаже ружьё и боеприпасы, Росляков спустился на первый этаж. Некоторое время молодой человек находился в вестибюле колледжа, затем направился в буфет, где оставил сумку с начинённым металлическими поражающими элементами самодельным взрывным устройством. В 11:40 (MSK, UTC+3) начался перерыв между учебными занятиями, а через несколько минут устройство сдетонировало. Вновь вернувшись на второй этаж, Росляков вооружился помповым ружьём и открыл прицельный огонь по всем людям, которые были в его зоне видимости.

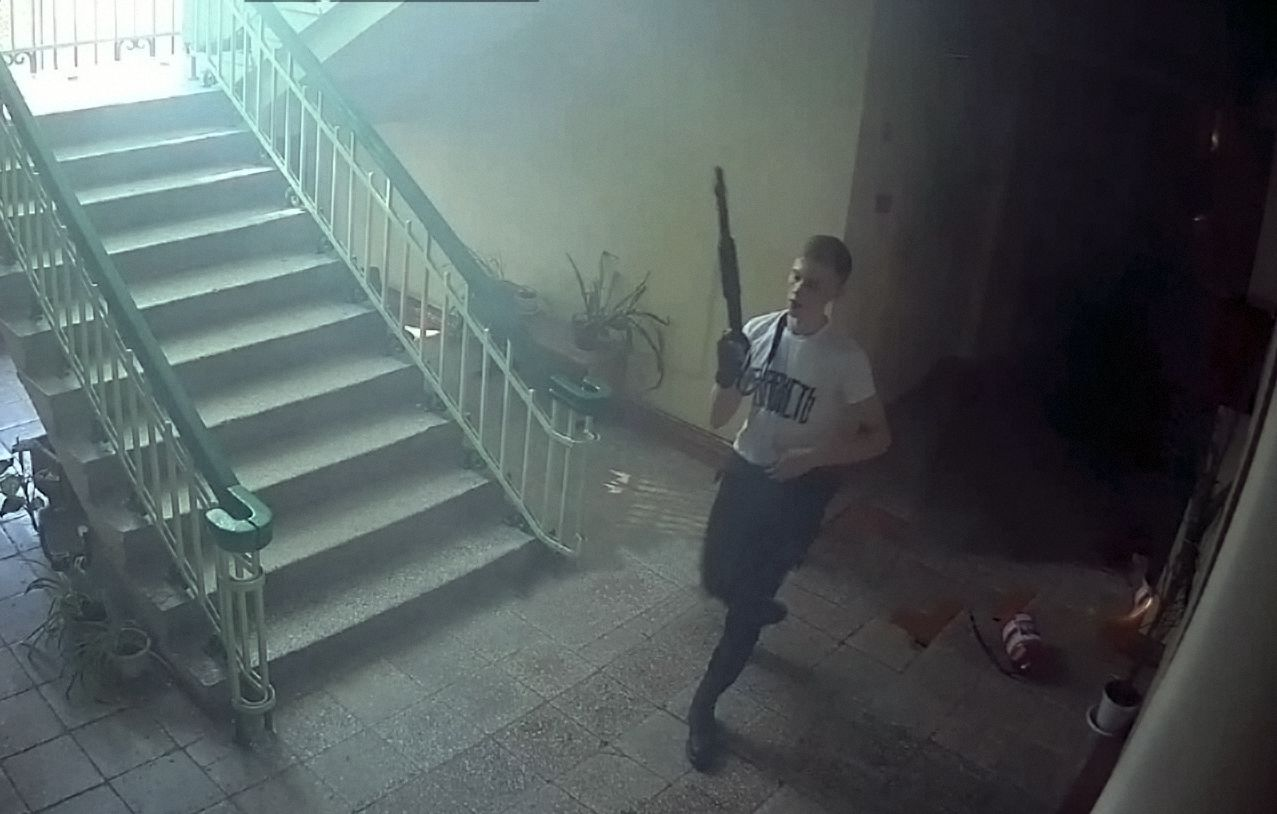
Вооружённый Росляков в коридорах колледжа. Съёмка камеры видеонаблюдения

По воспоминаниям некоторых очевидцев, всего взрывов было несколько, а также были слышны выстрелы из автоматического оружия, что вызвало предположения о том, что нападавших могло быть несколько. Издание «Новая газета» приводило слова студента колледжа Виктора, который отмечал, что слышал не менее 10 выстрелов, причём, по его словам, это была именно одиночная стрельба, а не автоматная очередь.
По версии следствия, Росляков после совершения преступления направился в библиотеку колледжа, где совершил самоубийство, выстрелив себе в голову из ружья.
В 11:48 сигнал о происшествии поступил на пульт централизованной охраны частного охранного предприятия «Альфа», которое осуществляло охрану здания; дежурная группа прибыла к колледжу через 10 минут. Примерно в это же время сообщения о нападении на учебное заведение поступили в правоохранительные органы и экстренные службы города. В 12:00 медиками службы скорой медицинской помощи была начата эвакуация пострадавших, в 12:40 здание колледжа было полностью оцеплено сотрудниками силовых ведомств. Для оказания помощи аварийным службам в расчистке завалов командование Южного военного округа выделило более 200 военнослужащих и около 100 единиц тяжёлой техники. В связи с произошедшим распоряжением главы Республики Крым Сергея Аксёнова на территории Крыма был введён режим чрезвычайной ситуации, отменённый лишь 22 октября 2018 года.

## Личность подозреваемого

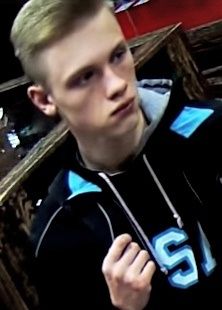
Подозреваемый Владислав Росляков в керченском оружейном магазине «Сокол» за 4 дня до массового убийства

Подозреваемый в совершении преступления — 18-летний Владислав Игоревич Росляков (род. 2 мая 2000 года). Его тело с огнестрельным ранением в голову было обнаружено в помещении библиотеки колледжа. Следствие полагает, что нападавший застрелился.
Родители Владислава расторгли брак. Подозреваемый жил в керченском микрорайоне Аршинцево вместе с матерью Галиной Росляковой, работавшей санитаркой в Крымском республиканском онкологическом клиническом диспансере имени В. М. Ефетова.
В 2015 году Росляков был зачислен в Керченский политехнический колледж на очную форму обучения за счёт средств республиканского бюджета и на момент совершения массового убийства обучался на 4 курсе по специальности «Монтаж, наладка и эксплуатация электрооборудования промышленных и гражданских зданий».
Источник информационного агентства «РИА Новости» в правоохранительных органах сообщил, что Росляков планировал массовое убийство с января 2017 года и действовал в одиночку.
Незадолго до событий 17 октября он легально приобрёл огнестрельное оружие (помповое ружьё Hatsan Escort), получив на это разрешение от Федеральной службы войск национальной гвардии.
На занятия по обращению с оружием в Симферополе Владислав записался 18 июля 2018 года, где прошёл шестичасовой курс, на котором ему преподавали технику безопасности и правила обращения с оружием, а также оказание первой медицинской помощи. После прохождения курса Владиславу было выдано свидетельство. 13 октября 2018 года Росляков приобрёл в керченском оружейном магазине «Сокол» 150 патронов с картечью.
На основании действий предполагаемого преступника и их последовательности несколько изданий предположили, что атака была вдохновлена известным массовым убийством в школе «Колумбайн» 1999 года в США; в частности, будучи одет в белую майку с надписью «Ненависть», чёрные брюки и берцы, своим видом Росляков якобы подражал не только одному из убийц Эрику Харрису, но и его беллетризованному изображению в кинофильмах.

## Погибшие и раненые

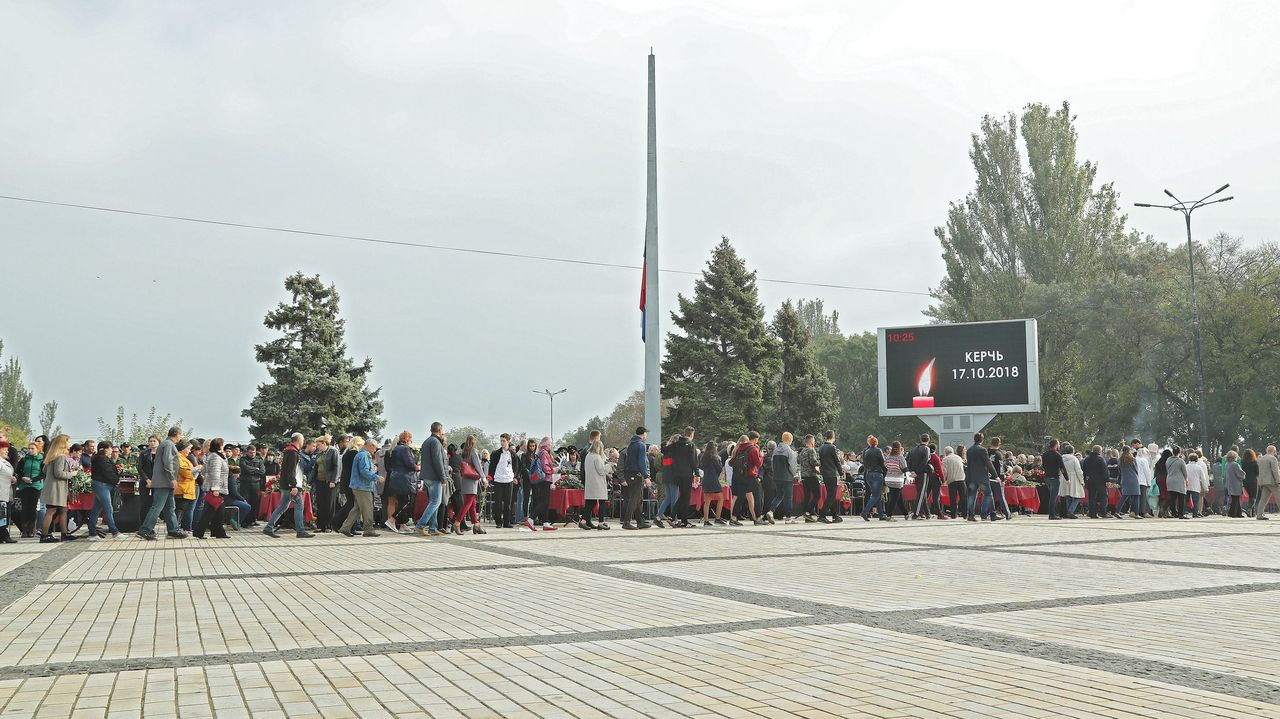
Траурная церемония прощания с жертвами массового убийства на площади имени Ленина в Керчи, 19 октября 2018 года

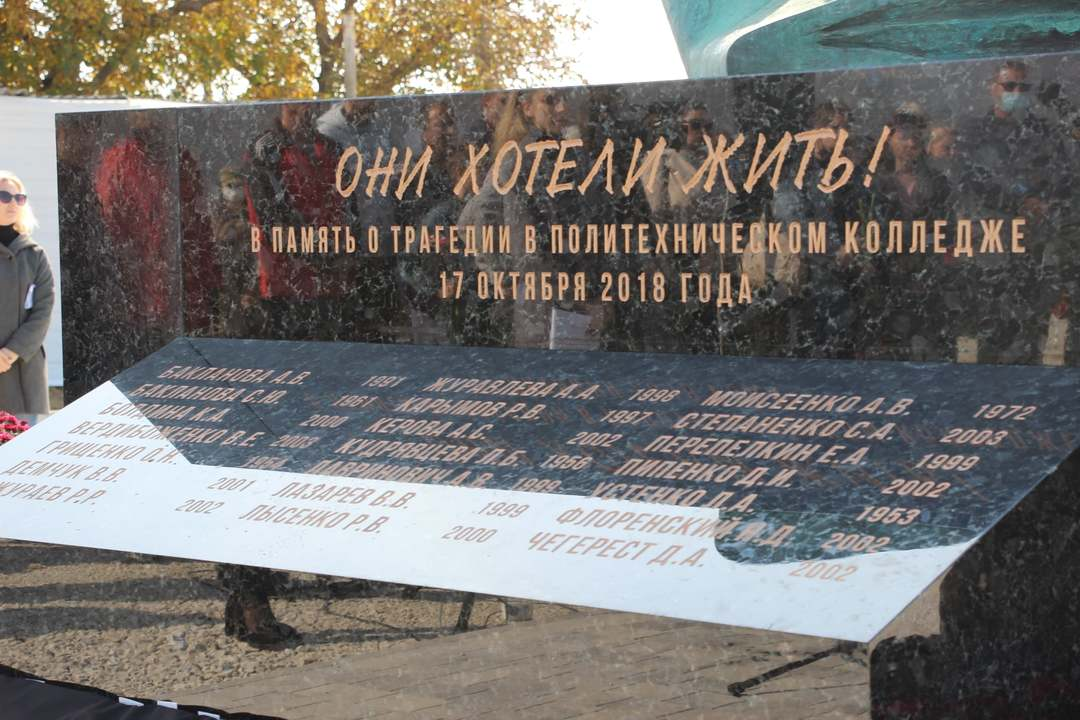
Имена погибших на мемориале

Всего в результате нападения погиб 21 человек: 15 студентов, 5 работников колледжа и сам предполагаемый преступник. Непосредственно на месте происшествия погибли 16 человек, включая подозреваемого; в больницах умерло 4 человека; при транспортировке — 1. 31 октября 2018 года руководитель комитета Государственного совета Республики Крым по труду, социальной защите, здравоохранению и делам ветеранов Александр Шувалов объявил, что число пострадавших при атаке на колледж составило 67 человек. Министерство здравоохранения Республики Крым сообщало, что 50 человек из числа пострадавших были госпитализированы.
Погибшие работники колледжа:
- Бакланова Анастасия Вячеславовна, 26 лет — заведующая информационно-профориентационной работой;
- Бакланова Светлана Юрьевна, 57 лет — заместитель директора колледжа по учебной работе, преподаватель математики, мать погибшей А. В. Баклановой;
- Кудрявцева Лариса Борисовна, 62 года — заведующая отделением химико-технологических и механических дисциплин колледжа;
- Моисеенко Александр Владимирович, 46 лет — преподаватель информатики;
- Устенко Людмила Александровна, 65 лет — секретарь.

Осенью 2019 года СМИ сообщили о том, что список жертв стрельбы пополнился ещё одним именем: спустя девять месяцев после атаки скончалась 61-летняя Ольга Николаевна Грищенко, преподававшая в колледже экономические дисциплины. Женщина выжила, однако получила множественные ранения в живот и перенесла ряд операций. В Министерстве образования, науки и молодёжи Республики Крым, однако, заявили, что смерть Грищенко напрямую не связана с ранениями, а также призвали не связывать её уход из жизни с нападением на колледж.
Погибшие студенты колледжа:
- Болдина Ксения Александровна, 17 лет;
- Вердибоженко Владислав Евгеньевич, 15 лет;
- Демчук Виктория Витальевна, 16 лет;
- Джураев Руден Ришатович, 16 лет;
- Журавлёва Анна Александровна, 19 лет;
- Карымов Роман Валерьевич, 21 год;
- Керова Алина Сергеевна, 16 лет;
- Лавринович Алексей Витальевич, 19 лет;
- Лазарев Владислав Витальевич, 19 лет;
- Лысенко Руслан Валерьевич, 17 лет;
- Перепёлкин Егор Андреевич, 19 лет;
- Пипенко Данил Игоревич, 16 лет;
- Степаненко Сергей Александрович, 15 лет;
- Флоренский Никита Данилович, 16 лет;
- Чегерест Дарья Александровна, 16 лет.
- Росляков Владислав Игоревич, 18 лет — подозреваемый;

18, 19 и 20 октября 2018 года в Республике Крым и Севастополе объявлены днями траура по жертвам нападения. 19 октября также было объявлено днём траура в Тернопольской области Украины. В этот же день на площади имени Ленина в Керчи состоялась траурная церемония прощания с жертвами массового убийства, в которой приняли участие более 30 тысяч человек. Тело Владислава Рослякова несколько недель оставалось невостребованным, однако в ноябре 2018 года некоторые средства массовой информации со ссылкой на источники в полиции сообщили, что, вероятно, оно было кремировано, а прах захоронен в тайном месте и под чужой фамилией.

## Расследование

### Россия

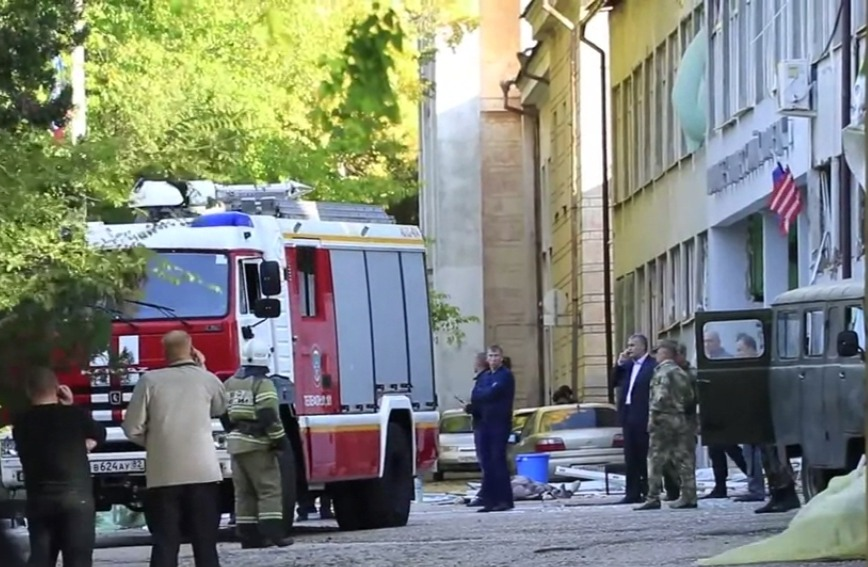
Сотрудники экстренных служб у корпуса колледжа, в котором произошёл взрыв, 17 октября 2018 года

Вскоре после произошедшего Национальный антитеррористический комитет объявил о подрыве в колледже неустановленного взрывного устройства. Изначально Федеральной службой войск национальной гвардии и Следственным комитетом Российской Федерации произошедшее рассматривалось как террористический акт, однако затем возбуждённое уголовное дело было переквалифицировано — следствием были усмотрены признаки преступлений, предусмотренных пунктами «а» и «е» части 2 статьи 105 (убийство двух и более лиц общеопасным способом), а также частью 1 статьи 222.1 (незаконные приобретение, передача, сбыт, хранение, перевозка или ношение взрывчатых веществ или взрывных устройств) Уголовного кодекса РФ.
Следственную группу по расследованию уголовного дела о массовом убийстве возглавил генерал-майор юстиции Сергей Голкин, ранее курировавший расследования пожара в торговом центре «Зимняя вишня», теракта в Петербургском метрополитене и других громких преступлений. Были назначены судебно-медицинские, баллистические и иные экспертизы. Подозреваемому Владиславу Рослякову была назначена посмертная психолого-психиатрическая экспертиза. Сотрудниками правоохранительных органов были проведены обыски в жилых помещениях, принадлежащих родственникам Рослякова, и в съёмной квартире, в которой предполагаемый убийца проживал вместе с матерью, а также изъяты предметы, имеющие значение для расследования.
18 октября 2018 года председатель Следственного комитета Российской Федерации Александр Бастрыкин провёл в Керчи оперативное совещание, на котором дал ряд конкретных поручений, касающихся дальнейшего хода следствия. «Необходимо изучить обстановку в семье Рослякова, какие отношения были у него с близкими родственниками, выяснить, находилась ли данная семья в социально опасном положении, проявлял ли молодой человек ранее агрессию и иные неадекватные действия, были ли какие-либо другие тревожные сигналы о состоянии здоровья и поведении и принимались ли необходимые меры со стороны профильных служб, в том числе медицинских работников, для их предупреждения и устранения. Важно выяснить причину агрессии нападавшего», — заявил глава ведомства.
В ноябре 2018 года, комментируя нападение в интервью студенческому проекту юридического факультета СПбГУ «Петербургский юрист», Бастрыкин подробно высказался о возможных мотивах Рослякова, а также высказал мнение, что «ему кто-то явно помогал» войти в колледж. Глава СК подчеркивал, что причиной стрельбы послужил психологический кризис, возникший у молодого человека вследствие издевательств окружающих: «Когда он приходил в школу, требовали деньги на ремонт школы, он эти деньги дать не мог, его мама воспитывала, она санитарка, папа жил отдельно. Его упрекали, над ним издевались: „почему ты не сдаешь деньги?“». «Социальный протест и неустроенность» в конечном счёте преобразовались «в ненависть к конкретным однокурсникам», резюмировал генерал. Уже позже, спустя полгода после массового убийства, Бастрыкин вновь заявил, что основной причиной произошедшего стали унижения: бедность не позволяла ему держаться и одеваться («оказывается, сейчас важно ходить в джинсах именно американских, а не в подделке») в соответствии с принятыми в молодёжной среде неписаными правилами.

### Украина
Прокуратурой Автономной Республики Крым, расположенной в Киеве, было возбуждено уголовное дело по признакам преступления, предусмотренного частью 3 статьи 258 Уголовного кодекса Украины (террористический акт, приведший к гибели людей).
В интервью информационному агентству «Интерфакс-Украина» руководитель прокуратуры Автономной Республики Крым Гюндуз Мамедов заявил, что факт нахождения Крымского полуострова под контролем Российской Федерации не лишает Украину права на эффективное расследование дела. «Конечно, мы осознаём всю сложность и не строим иллюзий по поводу того, что сможем обеспечить расследование так, как если бы мы были на территории Крыма. Но мы обязаны принять все возможные, исчерпывающие меры, чтобы прояснить ситуацию, максимально установить факты, не дать ими манипулировать, и чтобы виновные в этой страшной трагедии понесли наказание», — отметил прокурор. Помимо прочего, Мамедов подчеркнул, что украинской стороне важно убедиться в том, что российские государственные органы проводят «все необходимые следственные действия полноценно и объективно» и предпринимают «всё возможное для установления истины», а также допустил возможность переквалификации или даже закрытия дела.

## Реакция

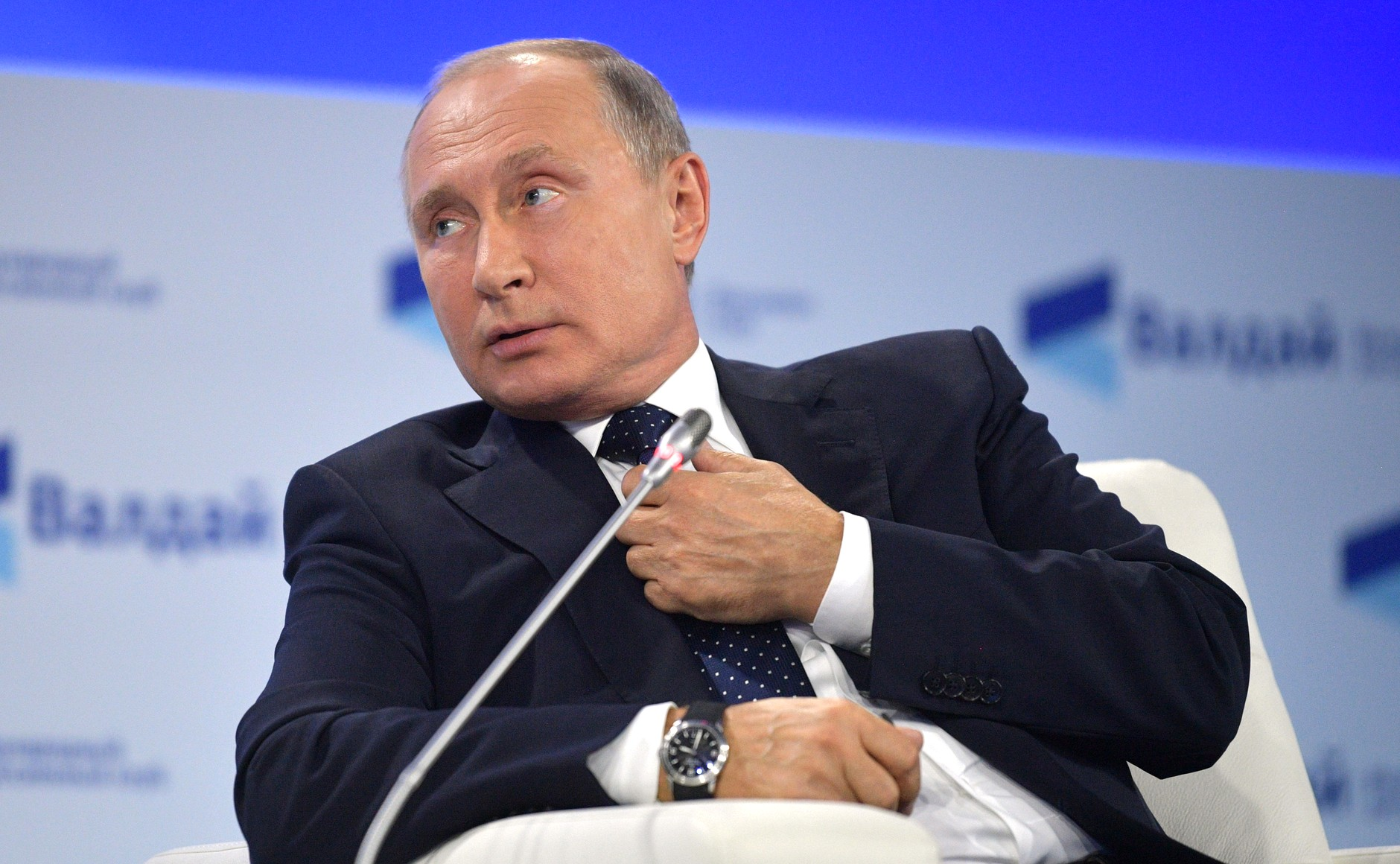
Владимир Путин на XV заседании дискуссионного клуба «Валдай», 18 октября 2018 года

Президент России Владимир Путин и президент Египта Абдул-Фаттах ас-Сиси в рамках совместного заявления прессе по итогам двусторонней встречи, проходившей 17 октября 2018 года в Сочи, почтили память погибших в Керчи минутой молчания. Запланированные ранее расширенные переговоры между представителями государств были отменены. «От себя лично и всего египетского народа хочу выразить искренние соболезнования народу и правительству России в связи с этим трагическим инцидентом. Отдельно хочу передать соболезнования родным и близким погибших и пожелать скорейшего выздоровления пострадавшим», — заявил ас-Сиси.
18 октября 2018 Путин, выступая на XV заседании дискуссионного клуба «Валдай», отдельно высказался о нападении на Керченский политехнический колледж. «Всё началось с известных трагических событий в Соединённых Штатах, в школах Соединённых Штатов. Молодые люди с неустойчивой психикой создают для себя каких-то лжегероев. Это значит, что все мы, вместе взятые, не только в России, в мире в целом, плохо реагируем на изменяющиеся условия в мире. Это значит, что мы не создаём нужного, интересного и полезного контента для молодых людей, и они хватают этот суррогат героизма. Это приводит к трагедиям подобного рода», — отметил президент.
Президент Украины Пётр Порошенко на проходившей 17 октября 2018 года встрече с украинской делегацией в парламентской ассамблее Совета Европы выразил соболезнования гражданам Украины, потерявшим детей в ходе массового убийства. «Конечно, когда погибают украинские граждане, где бы это ни происходило, — это трагедия», — заявил он.
Выразили соболезнования семьям погибших и высказали слова поддержки пострадавшим генеральный секретарь ООН Антониу Гутерриш, генеральный секретарь Совета Европы Турбьёрн Ягланд, президент Армении Армен Саркисян, президент Белоруссии Александр Лукашенко, федеральный канцлер Германии Ангела Меркель, президент Молдавии Игорь Додон, президент Таджикистана Эмомали Рахмон, премьер-министр Эстонии Юри Ратас, а также руководители и официальные представители Государственного департамента США, министерств иностранных дел Великобритании, Бельгии, Ирана, Канады, Латвии, Литвы и других государств. 20 октября 2018 года на саммите министров обороны АСЕАН в Сингапуре руководитель военного ведомства США Джеймс Мэттис выразил соболезнования в связи с массовым убийством своему российскому коллеге Сергею Шойгу.

## Последствия

### Законодательные и иные инициативы

#### Изменения оружейного законодательства
Выступая 25 октября 2018 года на церемонии представления офицеров и прокуроров, назначенных на вышестоящие должности, президент России Владимир Путин потребовал от Росгвардии принятия мер по ужесточению контроля в сфере оборота оружия. «Жду от вас здесь конкретных предложений, в том числе и законодательного характера», — подчеркнул глава государства. Несколькими днями ранее стало известно, что ведомством были разработаны изменения правил оборота гражданского и служебного оружия и патронов к нему на территории РФ, в которых, в частности, было предусмотрено возложение на владельцев оружия обязанности уведомлять территориальные органы о хранении оружия по месту пребывания. В начале декабря 2018 года генерал армии Виктор Золотов сообщил, что президенту был представлен подготовленный Росгвардией и ФСБ России комплекс мер по «совершенствованию контроля за оборотом оружия».
18 октября 2018 года член комитета Государственной думы по образованию и науке Николай Земцов заявил о необходимости повысить до 21 года возраст, с которого граждане, за исключением военнослужащих и сотрудников силовых ведомств, могут приобретать огнестрельное оружие. Соответствующий законопроект был внесён депутатом на рассмотрение экспертного совета парламентской фракции партии «Единая Россия». В комитете Госдумы по государственному строительству и законодательству заявили о готовности рассмотреть и поддержать данный проект, также инициативу поддержали в руководстве Росгвардии. 26 ноября 2018 года стало известно, что аналогичный законопроект был внесён в Госдуму Государственным Советом Республики Татарстан.
Заместителем председателя Государственной думы Ириной Яровой был разработан законопроект, предусматривающий установление особого порядка при получении охотничьего билета и лицензии на приобретение огнестрельного гладкоствольного длинноствольного оружия лицами в возрасте от 18 лет до 21 года. Депутат предложила установить ряд дополнительных требований для лиц указанной возрастной категории, желающих иметь оружие, в том числе: наличие характеристики с места работы или учёбы; представление справки о доходах, копии налоговой декларации или иного документа, подтверждающего размер и источник дохода лица; прохождение собеседования в Федеральной службе войск национальной гвардии.
В январе 2019 года в Министерстве природных ресурсов и экологии Российской Федерации заявили, что в связи с керченскими событиями ведомство инициирована разработка законопроекта, предполагающего введение специального экзамена для охотников.

#### Вопросы обеспечения безопасности в учебных заведениях
В начале ноября 2018 года на рассмотрение в Государственную думу был внесён законопроект, предусматривающий передачу функции охраны образовательных организаций в компетенцию Росгвардии. Документ, предполагающий внесение соответствующей поправки в федеральный закон «О войсках национальной гвардии Российской Федерации» был разработан членом парламентского комитета по труду, социальной политике и делам ветеранов Сергеем Вострецовым.
В течение нескольких месяцев после нападения в самом Керченском политехническом колледже были значительно усилены меры безопасности. Учебное заведение, по словам журналиста издания «Московский комсомолец» Светланы Самоделовой, было превращено в неприступную крепость: «По периметру установили систему охранного освещения, а на подъезде — парковочные барьеры. Система управления контролем доступа теперь есть и в студенческом общежитии». В январе 2019 года были завершены аварийно-восстановительные работы в пострадавшем от взрыва корпусе колледжа.

#### Борьба с радикализмом среди молодёжи
На фоне событий в Керчи, а также теракта в Архангельске, Федеральной службой безопасности РФ были разработаны и представлены руководству страны предложения по борьбе с радикализмом среди молодёжи. По словам руководителя ведомства Александра Бортникова, с данной проблемой «нужно что-то делать». «Я думаю, в этом ключе будем активно работать — не только силовики, но и органы власти, гражданское общество, школа, где происходит достаточное количество проявлений — Керчь вспомните. Это все упущения, которые имели место, и надо конечно делать все, чтобы исключить такие случаи», — заявил он.

### Восприятие средствами массовой информации
Некоторыми средствами массовой информации, по мнению обозревателя РАПСИ Валерия Ермолина, были предприняты попытки использовать массовое убийство в Керченском политехническом колледже в своих материальных и политических интересах путём размещения шокирующих материалов и кликбейтов. «После появления десятков фальшивых заголовков новостные сайты вывели в тренды дня информацию о выдуманных „сообщниках“ убийцы, что едва не спровоцировало массовые волнения. Такие безнаказанные попытки дестабилизации общества выглядят как новый метод информационной войны, требующий законодательной реакции», — отмечал журналист.
23 октября 2018 года Telegram-канал «Проект» опубликовал информацию о том, что руководством государственных информационных агентств и телеканалов был установлен негласный запрет на сравнение нападения на керченский колледж с атакой на школу «Колумбайн»; на данную публикацию обратил внимание ряд СМИ. В частности, «Проектом» были приведены полученные на условиях анонимности слова сотрудника «Первого канала» о том, что данные меры были предприняты с целью недопущения подражания массовым убийцам и появления «лишнего интереса» к «колумбайновским» сообществам в социальных сетях.

### Взлом страницы ВКонтакте подозреваемого
В ночь на 4 ноября 2018 года была взломана удалённая страница ВКонтакте подозреваемого Рослякова, под именем «Анатолий Смирнов». В сеть были выложены переписки предполагаемого преступника, а содержимое страницы (подписки, сохранённые фотографии, добавленная музыка) стало доступно для просмотра всем желающим. В переписках Владислав Росляков среди прочего жаловался на непонимание со стороны сверстников, писал о нежелании жить, а также, что его родители «всё решили за него», говорил, что ненавидит свой колледж, и писал о том, что «устроит себе отличный выпускной».

### Подражание
- 28 мая 2019 года в посёлке Большевик города Вольск Саратовской области 15-летний учащийся 7 класса попытался поджечь в здании школы №4 коктейли Молотова и ударил топором 12-летнюю девочку[90]. Преступник вдохновлялся тематикой «Колумбайна» после инцидента в Керчи. 2 мая 2019 года он выложил в социальной сети пост, в котором поздравил Владислава Рослякова с днём рождения[91].

- По данным ФСБ, 18 февраля 2020 года в Керчи были задержаны двое «последователей Рослякова» 2004 и 2003 годов рождения. Согласно обвинению, подростки, которыми являлись ученик местной школы и студент морского колледжа, готовили нападения на свои учебные заведения с использованием самодельных взрывных устройств, которые они тестировали на животных. В ноябре 2021 года старший обвиняемый был приговорён к 4 годам лишения свободы, младший — к семи.[92][93]

- По заявлению СК РФ в январе 2022 года, Ильназ Галявиев, совершивший вооружённое нападение на гимназию в Казани, «дублировал действия Владислава Рослякова» и «других последователей» некой «деструктивной субкультуры "Колумбайн"»[94][95].

## В массовой культуре
В апреле 2019 года было объявлено о том, что кинокомпания Тимура Бекмамбетова «Базелевс» собиралась снять фильм о массовом убийстве в керченском колледже, который был бы выполнен в формате screenlife — все события должны были разворачиваться на экранах компьютеров и телефонов (в этом же стиле были сняты «Убрать из друзей», «Поиск» и «Профиль»). Режиссёром картины был назначен сотрудник изданий «Медуза», W-O-S и «Арзамас» Леонид Марантиди, сценаристом — журналистка «Коммерсантъ» и Forbes Ксения Леонова. Однако планы продюсеров по состоянию на 2025 год остаются неосуществлёнными.

## Память

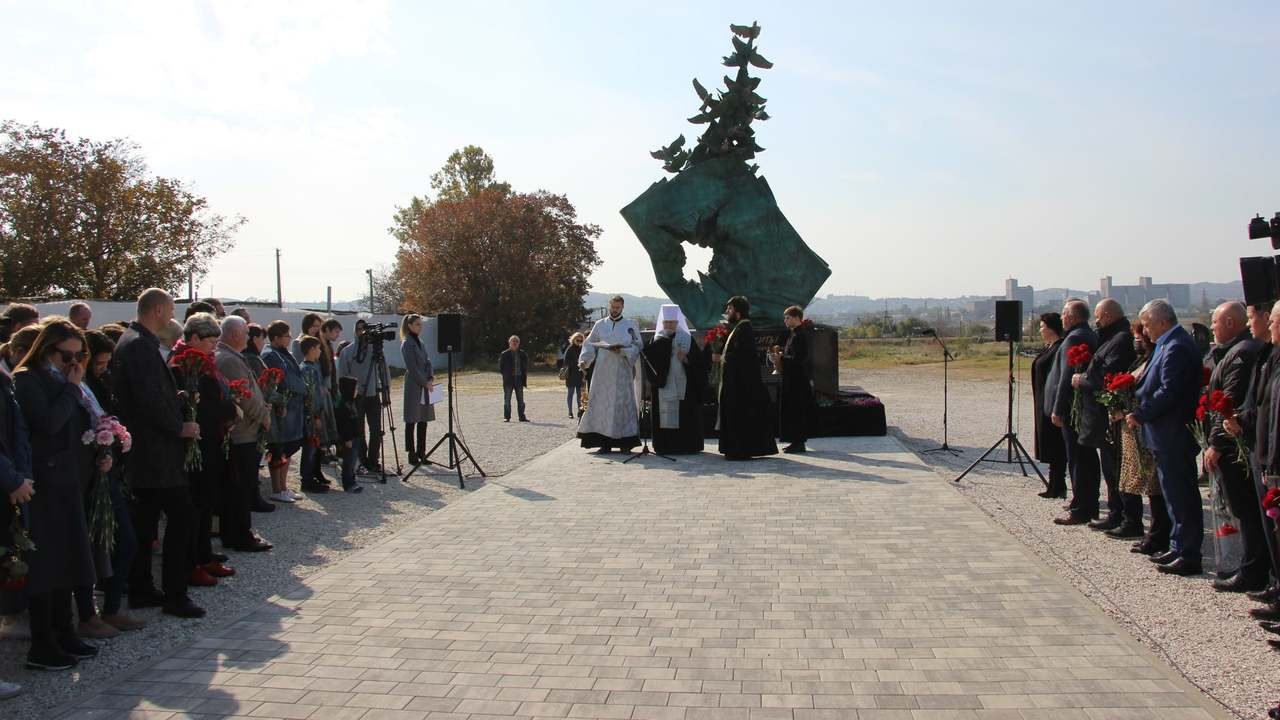
Мемориал

В октябре 2021 года в Керчи открыт памятник погибшим студентам и педагогам колледжа, на плите которого высечены их фамилии. Эскиз мемориала с пробитой тетрадью и вылетающими жаворонками, стремящимися к небу, выбирался родными погибших. Автор памятника — скульптор Андрей Ковальчук.

## Комментарии
1. ↑  Бо́льшая часть Крымского полуострова  является объектом территориальных разногласий между Россией, контролирующей спорную территорию, и Украиной, в пределах признанных большинством государств — членов ООН границ которой  находится весь Крым. Согласно федеративному устройству России, на спорной территории Крыма располагаются субъекты Российской Федерации — Республика Крым и город федерального значения Севастополь. Согласно административному делению Украины, на спорной территории Крыма располагаются регионы Украины — Автономная Республика Крым и город со специальным статусом Севастополь. Северная часть Арабатской стрелки относится к Херсонской области Украины.
2. ↑  Полное официальное наименование — «Государственное бюджетное профессиональное образовательное учреждение Республики Крым „Керченский политехнический колледж“».
3. ↑  Не учитывается террористический акт в школе № 1 города Беслана 1—3 сентября 2004 года.
4. ↑  С 18 октября 2019 года — заместитель Генерального прокурора Украины.